# パートナーブランド
パートナーブランド（英: Partner Brand）は、エンターグラム（旧テイジイエル企画〈TGL企画〉）およびテイジイエル販売（TGL販売）とPCゲームの販売連携を行っているアダルトゲームのブランド群。
TGLから各種の援助を受ける代わりに、PCゲームの売り上げの一部を払うビジネスモデルとなっている。
Feat.Brandの廃止でTGL企画が運営をするブランドと提携会社が運営しているブランドが曖昧になっている。
TGLは1999年に「くるみ」というブランドを設立して、同人ゲームサークルの商業向けゲーム製作開発や開発チームを支援してきたが、後にそれぞれにブランドを所有させる現在の形になった。
2010年に戯画パートナーブランドのページはTGL販売として統合されていた。
なお、テイジイエル販売は2021年6月29日付で解散し、エンターグラム傘下のブランドであった戯画も2023年3月31日付で開発・販売・サポートを終了している。

## 加盟ブランド
- オーガスト
- TOUCHABLE
- あんたっちゃぶる
- HOOKSOFT
- THE JORRY ROGER
- SMEE
- みなとそふと
- みなとカーニバル
- ASa Project
- Symphony
  - お嬢様組曲
  - Tiara
  - Fortuna Rhapsody
- fizz
- root nuko
  - id [イド] - Rebirth Session -
  - Worlds and World’s end
  - 海空のフラグメンツ
- rootnuko＋H
  - てにおはっ！〜女の子だって本当はえっちだよ？〜
- KLEIN
- SORAHANE
- Hulotte
- CLAPWORKS
  - もろびとこぞりて 〜JOY TO THE WORLD！THE LORD IS COME〜
- LilacSoft
  - 秋風ぱーそなる
  - endsleep
- CUBE
- Reon
  - Faint Tone
  - 愛サレるームメイト
- りぷる
  - カミツレ ～7の二乗不思議～
  - ミライセカイのプラネッタ
  - りんかねーしょん☆新撰組っ!
  - にーづまかぷりっちょ!
- オレンジエール
  - この世界の向こうで
- SMILE
  - ラヴレッシブ
  - 夏恋ハイプレッシャー
- I.D.
- Sphere
- インレ
  - ChuSingura46＋1　-忠臣蔵46＋1-
- P.W.
  - 俺と彼女がミステリーな件について
- ヨナキウグイス
  - 運命予報をお知らせします
- Nephrite
  - 夏の幼馴染と、冬のカノジョ
- Fleur-Soft
  - 妹＊シスター
- Cream Pie
  - √ハーレム！〜Root Harem！〜
- 玉藻スタジオ
  - 遊べる！玉藻スタジオBOX
- ハピエス
  - 妹ヘヴン 〜お兄ちゃん大好きな妹たちと甘えまくり攻めまくりエッチ生活〜
- studio blanket
  - ゆめみがちーく！
- Eclair
  - 恋春アドレセンス

## 脱退したブランド

### 活動中
- まどそふと[4]
- HARUKAZE
- BLACK PACKAGE
- 南風楼
  - 魔法少女大作戦 あつめて☆ミール
- FANCY（後の彩姫）
  - ぎゃるゲッチュウ
- フロントウイング
- すたじお緑茶
- feng
- Peassoft
  - つくしてあげるの！〜だっておにいちゃんのおよめさんになりたいんだもん〜
  - こいいろChu！Lips
- Project451
  - 発売予定だった「優しい図書館」は発売されず、後にダウンロード販売
- Sputnik
  - echo.
- Lose
- ねこねこソフト
- コットンソフト
- NanaWind
- クリムゾン　
  - クリムゾンコンプリート
- FOUNDATION
  - GRAND LIBRA ACADEMY

### 活動終了
★は一作品も発売されなかったブランド、●は一作品のみで解散したブランド
- ハイクオソフト
- DE@R ●
  - 恋愛リベンジ
- ぱんぷきんべあ ●
  - Oratorio 〜約束〜
- G’s ●
  - 覚めない夢
- イリジウム ●
  - 四つ葉のクローバー〜茜指す月夜に館照らされて〜
- 霜楓 ●
- Aeris ★（ただし、発売予定だったANGEL TYPEは後にminoriから発売）
- FILM-SOFTWARE ●
  - なないろ〜恋の天気予報〜
- Below Brazing ★
  - Got it！-ガティ！-
- PINE SOFT ●
  - クローズアップ！
- 猿工房 ●
  - 忍ココロ
- タイガーソフト ●
  - むすんで、ひらいて
- Happyend ●
  - はめ☆ドリ〜Happy Mellowly Dreams!〜
- twilight ★
  - さまぁばけ〜しょん
- カミツレ ●
  - おしかけ！アントルメ
- Gimlet ●
  - 氷花ノ幻夜-Eternal Waltz-
- ナタデココ ●
  - 姉ったい注意報!?
- フェルミ ●
  - 誰かのために出来ること〜Innocent Identity〜
- HUG ●
  - 明日はきっと、晴れますように
- ARMONICA ●
  - Skyprythem
- FRONTIER
- AST
- みるくそふと
  - 風ノ唄
  - 緋の月
  - 夏ノ空 -カノソラ-
- ソフトハウスDew
  - Present〜プレゼント〜
  - ほしまつりのうた
  - こすぷれ☆ティーパーティー
- LOVERSOUL（一時脱退）
- ホエール ●
- シュガーハウス
  - Chu→ninG Lover
  - おとなり恋戦争！

#### 脱退後に活動終了
- ZONE
  - 妖女乱舞 汚された領域
- Gipsy
  - ファウスタス
- TO BE
  - 戦術傭兵師団ブレイブブレイド
- DUEE
- アトリエD
- TAIL WIND
- Ex-iT
  - そらいろメモワール -Precious summer vacation！
  - ひよこストライク！
- Nail
- チュアブルソフト
- DISCOVERY